# Schwung (Schrift)

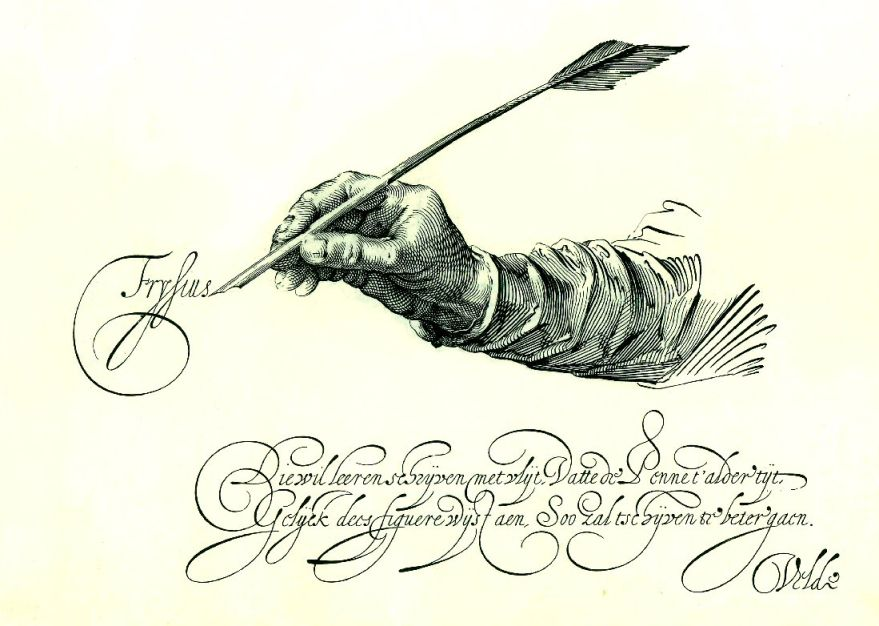
Schwungvolle Zierstriche in einer Kalligrafie von Jan van de Velde I, 1605

Schwünge und Schnörkel sind dekorative Verzierungen an Buchstaben bzw. Glyphen, die dem Schriftbild besonderen Schmuck, Dynamik oder Eleganz verleihen sollen. Es gibt sie in der Handschrift, insbesondere bei Schreibschriften und in der Kalligrafie, aber auch in der Typografie und der Gestaltung von Logos.

## Begriffliches

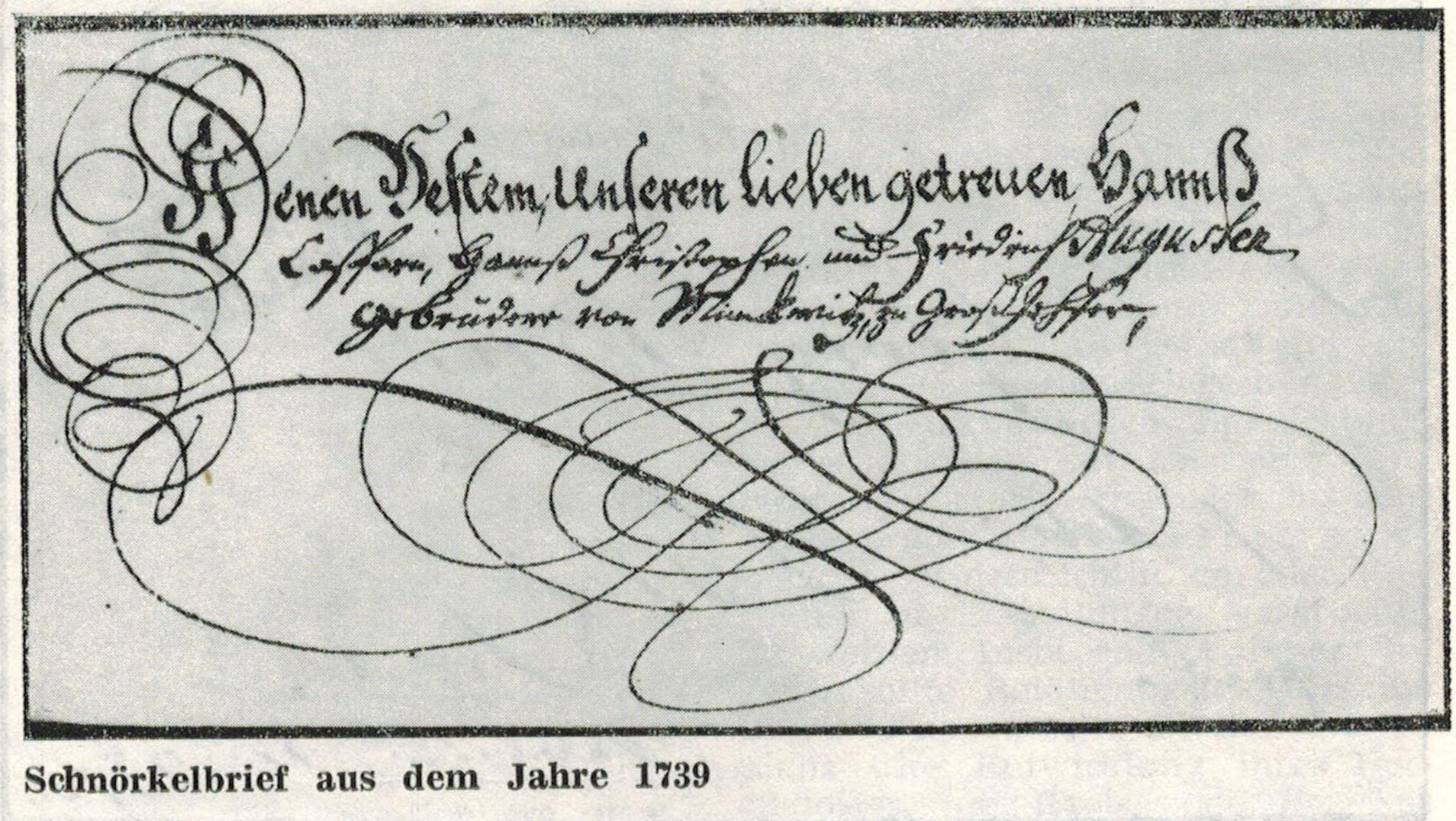
Schnörkel in einem Brief aus dem Jahr 1739

Das Wort Schwung bezieht sich im Sinne von „eine schnelle, bogenförmige Bewegung“ auf die Handbewegung beim Schreiben. Das Wort Schnörkel verweist etymologisch auf eine Schnecke(nlinie) bzw. Schleife und bezeichnet eine gewundene Linie, die als Verzierung dienen soll.
Die Verwendung von Schwüngen bzw. Schnörkeln gilt zum einen als kunstvoll, zum andern ist sie aber auch negativ konnotiert – etwa weil darunter die Leserlichkeit leiden kann – und wird dann als „Schnörkelei“ oder „Geschnörkel“ bezeichnet. Das Adjektiv „verschnörkelt“ kann sich auf Schrift, aber auch auf kunsthandwerkliche Gegenstände wie etwa Kunstschmiede- oder Tischlerarbeiten beziehen sowie metaphorisch auf ganz anderes, beispielsweise auf Musik oder sprachliche Formulierungen. Das Adjektiv „schnörkellos“ bezeichnet die Beschränkung auf das Wesentliche.
Im Englischen werden in der Kalligrafie geschwungene Zierlinien aller Arten allgemein flourish genannt. Bestimmte Arten von flourishes können mit Begriffen wie swirls, swoops und swashes näher bezeichnet werden. Im Bereich der Typografie bezieht sich der Begriff swash auf Zierlinien, die fest zu einer Glyphe gehören, sowie auf Zierformen einer Glyphe. Dekorative Zierlinien, die nicht mit Glyphen verbunden sind, werden hingegen nicht als swash bezeichnet, sondern nur als flourish.

## Allgemeines
Grundsätzlich kann jeder Strich eines Buchstabens oder einer sonstigen Glyphe zu einem Schwung verlängert, vergrößert oder anderweitig verändert werden: Auf- und Abstriche, Schäfte, Diagonalen, Querstriche, Schwänze. Auch können für Schwünge zusätzliche Striche hinzugefügt werden. Schwünge können anzeigen, in welcher Reihenfolge zwei Striche gesetzt werden, indem das Absetzen der Feder unterbleibt. Schwünge können auch zwei Buchstaben verbinden, wobei diese in der Kalligrafie nicht notwendigerweise benachbart sein müssen (wie in Ligaturen), sondern sogar zu verschiedenen Wörtern oder Zeilen gehören können, wenn es dem Kalligrafen gefällt.
Bei Schwüngen überschreiten Buchstaben oft ihren gewöhnlichen Raum. In der Kalligrafie kann die Raumüberschreitung extrem sein. In der Typografie ist sie meistens gemäßigter, etwa indem eine Glyphe breiter wird oder eine Unterlänge erhält, die sie sonst nicht hat.
Schwünge findet man häufiger bei Großbuchstaben, jedoch auch bei Kleinbuchstaben.

## Schwünge (Schnörkel) in der Handschrift

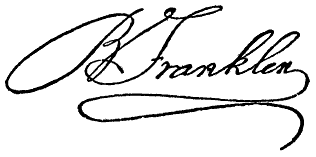
Unterschrift von Benjamin Franklin (1706–1790) mit Schwüngen bei den Großbuchstaben B und F sowie am Ende

Schwünge (Schnörkel) entstammen der Handschrift.
In der Kalligrafie sind sie Stilelemente, die der Schreiber nach gestalterischem Ermessen einsetzt oder unterlässt. Sie erfordern Übung und Geschick, um trotz schneller und schwungvoller Bewegung der Schreibfeder (oder eines anderen Schreibgeräts) die gewünschte Form und Präzision zu erreichen.
Große Schwünge können sehr dominant sein und das gesamte Schriftbild beherrschen. Schwünge, die Raum einnehmen, erfordern, dass der Buchstabe in seiner Umgebung den nötigen freien Raum hat, sofern man Überschneidungen mit anderen Schriftzeichen vermeiden will. Besonders oft finden sie sich deshalb in Überschriften, am Satzanfang, am Satzende, in der ersten Zeile eines Absatzes (nach oben) oder in der letzten Zeile eines Absatzes (nach unten). Auch in Unterschriften sind Schwünge sehr beliebt. Manche Unterschriften bestehen fast nur aus Schwüngen.
Schwünge gibt es in gebrochenen Handschriften (etwa der Bastarda und der deutschen Kurrentschrift) genauso wie in der lateinischen Schreibschrift. In der Kalligrafie begann dieses Stilmerkmal ab der Mitte des 17. Jahrhunderts auszuufern: die Schwünge wurden immer virtuoser und verselbständigten sich nicht selten zu opulenten Federspielen.

## Schwünge in der Typografie

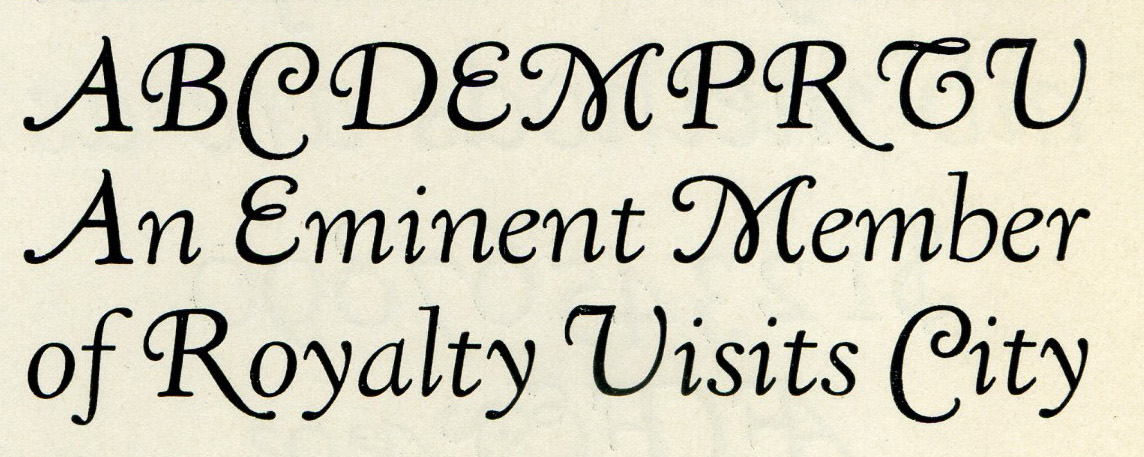
Schwungbuchstaben in der Schriftart Kennerley Old Style

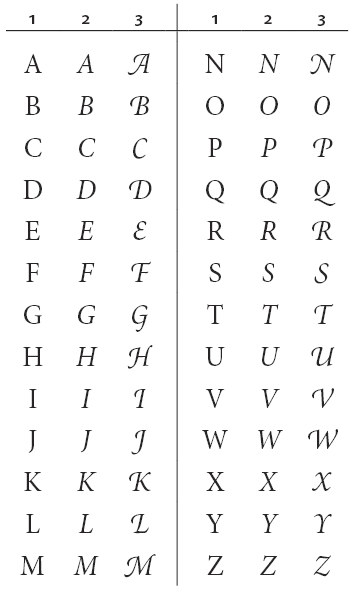
Großbuchstaben der Schriftart Minion Pro in den Schnitten recte (1), kursiv (2) und kursiv mit Schwüngen (3)

Schriftart Gabriola: OpenType-Stil-Sets Standard, 4 (mit Schwüngen) und 6 (mit Schnörkeln)

Von der Handschrift fanden Schwünge auch ihren Weg in die Typografie. In Satzschriften sind Schwünge spätestens seit dem 16. Jahrhundert belegt. Man findet sie beispielsweise in Ludovico Vicentino degli Arrighis La Operina aus dem Jahr 1522. Arrighis Stil beeinflusste Schriftschneider in Italien und insbesondere in Frankreich.
In der frühen Typografie wurden große Schwünge manchmal nach dem Druck von Hand ergänzt, um dem Buch noch stärker das Aussehen einer wertvollen Handschrift zu geben, etwa im Theuerdank (1517).
Ansonsten werden von den Schriftschneidern eigene Schriftschnitte für Schwungbuchstaben (auch Zierbuchstaben) (englisch: swash letters) angefertigt, die gegenüber ihrer gewöhnlichen Form ein oder mehrere der folgenden Veränderungsmerkmale aufweisen:
- Striche werden vergrößert oder verlängert ausgeführt,
- es werden zusätzliche Zierstriche hinzugefügt, die an Serifen ansetzen,
- Striche der Glyphe werden kurviger und schreibschriftähnlicher ausgeführt, wobei dabei Serifen entfallen können.

Dabei gibt es in einer Schriftart mit Schwungbuchstaben keinesfalls immer für jeden Buchstaben auch eine Schwungbuchstaben-Variante, sondern oftmals nur für einzelne ausgewählte Buchstaben.
Bei einigen OpenType-Schriftarten (beispielsweise Gabriola) können Schwungbuchstaben als Stil-Set (Microsoft Word) bzw. als Formatsatz (Affinity Publisher) ausgewählt werden, ohne dafür eine eigenständige Schwungbuchstaben-Schriftart wählen zu müssen.
Grundsätzlich ist der Schriftsetzer bei Schwungbuchstaben weitaus weniger flexibel als der Kalligraf. Man verwendet diese Schwungbuchstaben nur für Anfangs- und Endbuchstaben von Wörtern oder Sätzen, niemals im Wortinneren, das wäre ein Stilfehler. Dies gilt auch für Versalschrift. Sie werden auch im Regelfall nicht inmitten von Textkörpern verwendet, sondern in Überschriften, am Beginn oder Ende eines Absatzes.

### Begriffliche Abgrenzung
Während Schwungbuchstaben besondere Varianten in eigenen Schriftschnitten sind, können auch bereits die gewöhnlichen Buchstaben einer Schriftart Schwungformen aufweisen. Das kann etwa eine weit nach rechts unten ausgeschwungene Cauda in einem Antiqua-Q sein, oder auch Schwungformen in den Versalien gebrochener Schriften oder Schreibschriften. In dem Fall spricht man allenfalls mikrotypografisch von Schwüngen oder Schwungformen, jedoch nicht satztechnisch von Schwung- oder Zierbuchstaben, da es keine speziellen Varianten sind.

### Schriftarten (Beispiele)

#### Serifenschriften
Schwungbuchstaben findet man oft in Serifenschriften. Innerhalb einer Schriftfamilie gibt es sie meistens nur als Varianten für den Kursivschnitt, seltener auch für den nichtkursiven Normalschnitt.
Schriften mit Schwungbuchstaben gibt es beispielsweise:
- in der Klasse französische Renaissance-Antiqua:
  - Varianten der Garamond
  - Minion (siehe Bildbeispiele rechts)
- in der Klasse Barock-Antiqua:
  - Varianten der Caslon
  - Baskerville (Baskervilles Originalschrift enthielt Schwungbuchstaben beim J, N, Q und T. Einige Nachschnitte haben diese entfernt, während andere Nachschnitte weitere Schwungbuchstaben hinzugefügt haben. Mrs Eaves hat eine besonders große Anzahl.[16])
  - Bookman (Schriftart) in Schnitten ab 1903 („Bookman Old Style“) und insbesondere in Schnitten der 1960er und 1970er Jahre, als Schwungbuchstaben sehr beliebt wurden.
- in der Klasse klassizistische Antiqua:
  - ITC Bodoni
  - Surveyor

#### Gebrochene Schriften

Der „Elefantenrüssel“ (grün) in der Fraktur

In gebrochenen Schriften sind Schwünge vor allem bei Großbuchstaben ein beliebtes Zierelement. Sie finden sich in den Standardformen der Versalien, also nicht als spezielle Schwungbuchstaben. Zum Beispiel ist ein bestimmter Schwung namens „Elefantenrüssel“ ein typisches Zierelement in der Frakturschrift.

#### Groteskschriften
Bei den serifenlosen Schriften sind Schwungbuchstaben seltener. Beispiele sind:
- Semplicità (um 1928)
- Tempo (1930)
- Helvetica Flair (ein besonders heftig kritisierter Entwurf, der die sehr nüchterne Helvetica mit verschnörkelten Schwüngen im Stil der 1970er Jahre kombinierte, ein Aufeinanderprallen konträrer Elemente)
- Mr Eaves, eine serifenlose Variante der Mrs Eaves

#### Schreibschriften

Der Buchstabe e in der Zapfino in diversen Schwungvarianten

In typografischen Schreibschriften sind Schwünge oft zu finden. In kalligrafisch inspirierten Schreibschriften haben vor allem die Großbuchstaben bereits oft im regulären Schnitt Schwünge. Das ist deshalb gut möglich, weil die Auszeichnungsform Versalschrift selten in Verbindung mit Schreibschriften verwendet wird und deshalb die Großbuchstaben im Regelfall nur am Wortanfang stehen. Darüber hinaus gibt es auch typografische Schreibschriften mit speziellen Schwungbuchstaben. Beispiele dafür sind die Zapf Chancery und Zapfino von Hermann Zapf.

Edwardian Script ITC
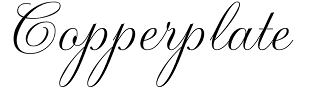
Letraset Gravura
Monotype Corsiva

## Schwünge in Logos

Logo von Coca-Cola

Schwünge werden auch in den Schriftzügen von Logos verwendet. Dabei kann der Grafiker die Grenzen des Schriftsetzers überschreiten und sich frei an kalligrafischen Schwungmöglichkeiten orientieren. Beliebt sind Schwünge bei Anfangs- und Endbuchstaben, sowie bei beliebigen Buchstaben (auch im Wortinneren), die eine Ober- oder Unterlänge besitzen oder durch einen Schwung eine solche erhalten. Sie eignen sich gut, um die Grenzen eines Liniensystems zu verlassen, leeren Raum zu füllen oder den Markennamen zu unter- oder überstreichen. Sie können Dynamik, Verspieltheit oder Eleganz vermitteln.
Das wahrscheinlich weltweit bekannteste Beispiel ist das Logo von Coca-Cola, das in den beiden Buchstaben C jeweils einen markanten Schwung enthält.

Chupa Chups
Los Angeles Dodgers
Graeter’s Ice Cream
Hart, aber herzlich
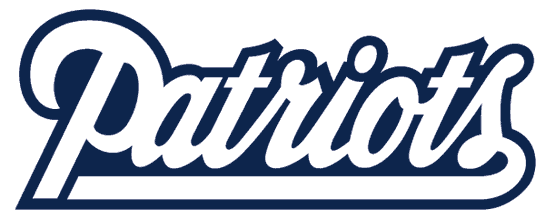
New England Patriots
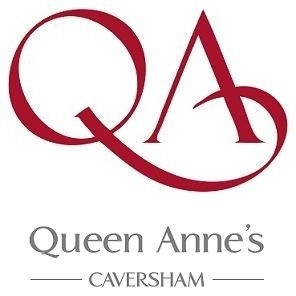
Queen Anne’s
Radeberger
Triumph
UCLA Bruins
Baltimore Orioles
Carlsberg

## Belege
1. ↑  Heinrich August Pierer (Hrsg.): Universal-Lexikon der Gegenwart und Vergangenheit oder neuestes encyclopädisches Wörterbuch der Wissenschaften, Künste und Gewerbe, bearbeitet von mehr als 300 Gelehrten. H. A. Pierer, Altenburg 1845, S. 88 (Textarchiv – Internet Archive).
2. ↑  Schnörkel. In: Heinrich August Pierer, Julius Löbe (Hrsg.): Universal-Lexikon der Gegenwart und Vergangenheit. 4. Auflage. Band 15: Säugethiere–Sicilicus. Altenburg 1862, S. 358 (Digitalisat. zeno.org).
3. ↑  Johann Christoph Adelung: Schnörkel, der. In: Grammatisch-kritisches Wörterbuch der Hochdeutschen Mundart. 2. Auflage. Johann Gottlob Immanuel Breitkopf und Compagnie, Leipzig 1793 (zeno.org [abgerufen am 3. September 2020]).
4. ↑  Dudenredaktion: Duden – Deutsch als Fremdsprache – Standardwörterbuch: Das Wörterbuch für alle, die Deutsch als Fremdsprache lernen. Bibliographisches Institut, 2018, ISBN 978-3-411-91257-5, S. 850 (books.google.de).
5. ↑  Bill Hildebrandt: Calligraphic Flourishing: A New Approach to an Ancient Art. David R. Godine Publisher, 1995, ISBN 1-56792-028-4, S. 1 (books.google.de).
6. ↑  Alissa Chojnacki: Fearless Flourishing: A Step-by-Step Workbook for Embellishing Your Hand Lettering with Swirls, Swoops, Swashes and More. Simon and Schuster, 2019, ISBN 978-1-61243-888-7 (books.google.de).
7. ↑  Rebecca Hagen, Kim Golombisky: White Space is Not Your Enemy: A Beginner’s Guide to Communicating Visually Through Graphic, Web & Multimedia Design. Taylor & Francis, 2013, ISBN 978-0-240-82414-7, S. 106 (books.google.de).
8. ↑  Daniel Palacios: Tips for Adding Ligatures and Swashes to Your Lettering. In: highpulp.com. 2016, abgerufen am 17. Juli 2020 (amerikanisches Englisch).
9. ↑  Bill Hildebrandt: Calligraphic Flourishing: A New Approach to an Ancient Art. David R. Godine Publisher, 1995, ISBN 1-56792-028-4, S. 2 (books.google.de)., Fig. 1, Beispiel 11.
10. ↑  Gavin Ambrose, Paul Harris: The Fundamentals of Typography. Bloomsbury Publishing, 2006, ISBN 2-940439-97-4, S. 96 (books.google.de).
11. ↑  Lucas Materot: Les œvre. Avignon 1608. (Im digitalen Angebot der Bibliothèque nationale de France, département Réserve des livres rares)
12. ↑  Adobe Type Library Reference Book. 3. Auflage. Adobe Systems, 2007 (google.co.uk).
13. ↑  Alexander Lawson: Anatomy of a Typeface. David R. Godine, 1990, ISBN 0-87923-333-8, S. 91 (google.co.uk).
14. 1 2  Schwungbuchstaben. In: typografie.info. Typografie.info, abgerufen am 17. Juli 2020.
15. ↑  Ulrike Seeberger: Routledge German Dictionary of Information Technology. Psychology Press, 1996, ISBN 0-415-08646-9, S. 205 (books.google.de).
16. ↑  Andrew Wolson: Baskerville. Font Slate, archiviert vom Original am 18. Oktober 2014; abgerufen am 1. September 2014 (englisch).